# 巴拉吕克莱班
巴拉吕克莱班（法語：Balaruc-les-Bains，法語發音：[balaʁyk le bɛ̃]）是法国埃罗省的一个市镇，属于蒙彼利埃区。

## 地理
巴拉吕克莱班（43°26'27"N, 3°40'38"E）面积8.66 平方千米，位于法国奧克西塔尼大區埃罗省，该省份为法国南部沿海省份，南濒地中海，西南接奥德省，西北接塔恩省和阿韦龙省，东北与加尔省接壤。
与巴拉吕克莱班接壤的市镇（或旧市镇、城区）包括：弗龙蒂尼昂、旧巴拉吕克、布济格。

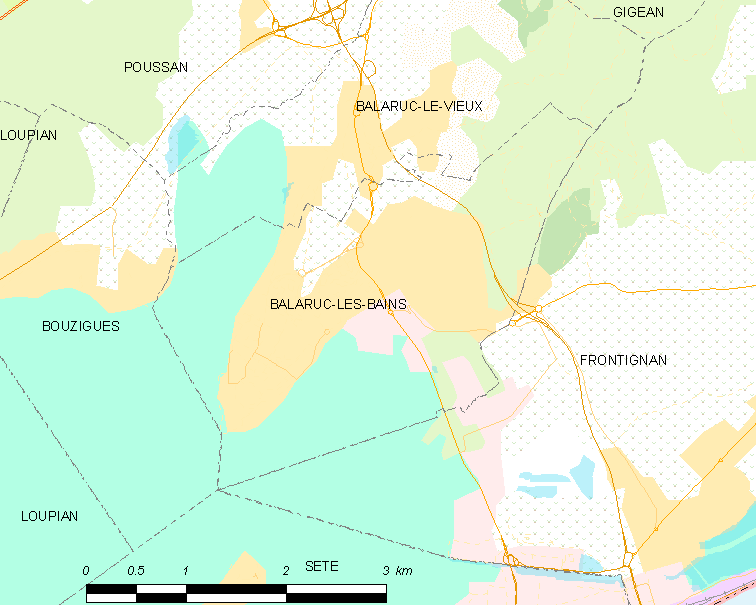
巴拉吕克莱班的OSM定位图

巴拉吕克莱班的时区为UTC+01:00、UTC+02:00（夏令时）。

## 行政
巴拉吕克莱班的邮政编码为34540，INSEE市镇编码为34023。

## 政治
巴拉吕克莱班所属的省级选区为弗龙蒂尼昂县。

## 人口

1962-2008年间巴拉吕克莱班人口变化图示

巴拉吕克莱班于2022年1月1日时的人口数量为7136人。